# Нидердорла
Нидердорла (нем. Niederdorla) — община в Германии, в земле Тюрингия. 
Входит в состав района Унструт-Хайних. Подчиняется управлению Фогтай.  Население составляет 1353 человека (на 31 декабря 2010 года). Занимает площадь 14,64 км².